# 麥覺里 (澳大利亞國會選區)
麥覺里選區（英語：Division of Macquarie）是澳大利亞新南威爾斯州的下議院選區，位於悉尼西北郊區。面積4,374平方公里。
選區始於1901年，是原始的七十五個國會選區之一。選區名紀念新州第五任總督拉克倫·麥覺理。
本區是工黨和右翼政黨（自由貿易黨、澳大利亞國民黨、澳大利亞統一黨和目前的自由黨）競爭的選區。2007年以來當區的議員是工黨的戴畢斯。